# Krummnußbaum
Krummnußbaum é um município da Áustria localizado no distrito de Melk, no estado de Baixa Áustria.

## Geografia

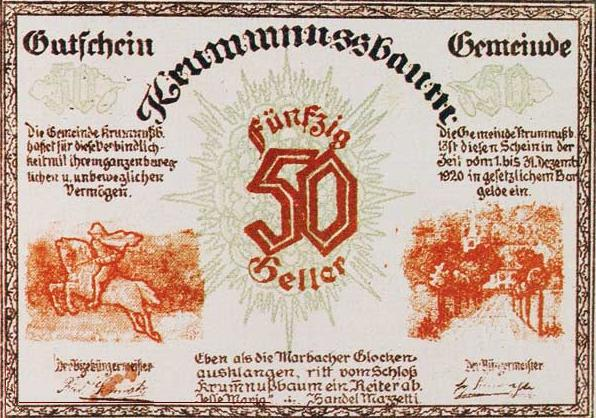
Notegeld (dinheiro de emergência, emitidos em épocas de guerra) da comunidade de Krummnussbaum, no valor de 50 Heller, de 1920.

Ocupa uma área de 10,07 km². 29,53 % da superfície são arborizados.

### Subdivisões
Annastift, Diedersdorf, Holzern, Krummnußbaum, Neustift, Wallenbach

## População
Krummnußbaum tinha 1432 habitantes no fim de 2005. (2001:1347; 1991:1293)

## Política
O burgomestre é Robert Rausch (ÖVP).

### Câmara Municipial
- ÖVP 9
- SPÖ 7
- Lista Nechwatal 3